# 雪崩王子
《雪崩王子》（英語：Prince Avalanche）是一部2013年的美国喜剧電影，由大衛·高登·格林執導和編劇，翻拍自2011年冰岛电影《Either Way》（Á annan veg）。主演是保羅·活特和艾米爾·荷許。本片在德克薩斯州的巴斯特羅普取景拍摄。
导演格林获得了第63屆柏林電影節最佳导演银熊奖。

## 剧情
1988年德克萨斯州，不同个性和不同价值观的道路养护工人Alvin和Reims穿越森林，努力在被前一年大规模森林大火破坏的道路上绘制中心线。

## 演員和角色
- 保羅·活特 飾 Alvin
- 艾米爾·荷許 飾 Lance
- 蘭斯·李高爾（英语：Lance LeGault） 飾 貨車司機
- Joyce Payne 飾 女士

## 发行
影片最早于2013年1月20日在辛丹斯電影節上首映，后来又于同年2月13日在第63屆柏林電影節亮相。